# Axel Wahnish
Shimon Axel Wahnish es un rabino ortodoxo sefardí argentino, embajador de Argentina en Israel, y el rabino de cabecera de Javier Milei.

## Biografía
Wahnish nació en Buenos Aires, hijo de una familia de origen judeomarroquí no religiosa. Cursó sus estudios primarios en la escuela Genaro Beron de Astrada del barrio de Palermo y los secundarios en el Colegio Carlos Pellegrini.
Estudió peritaje mercantil en la Escuela Superior de Comercio Carlos Pellegrini (promoción 1998), pasó por instituciones judías y estudió Licenciatura en Psicología Educacional en la Universidad CAECE. Fue director del Jewish Study Center y es el rabino de la comunidad judeo-marroquí Acilba ubicada en Buenos Aires.El rabino Wahnish está casado y tiene seis hijos.

### Rabino de Javier Milei

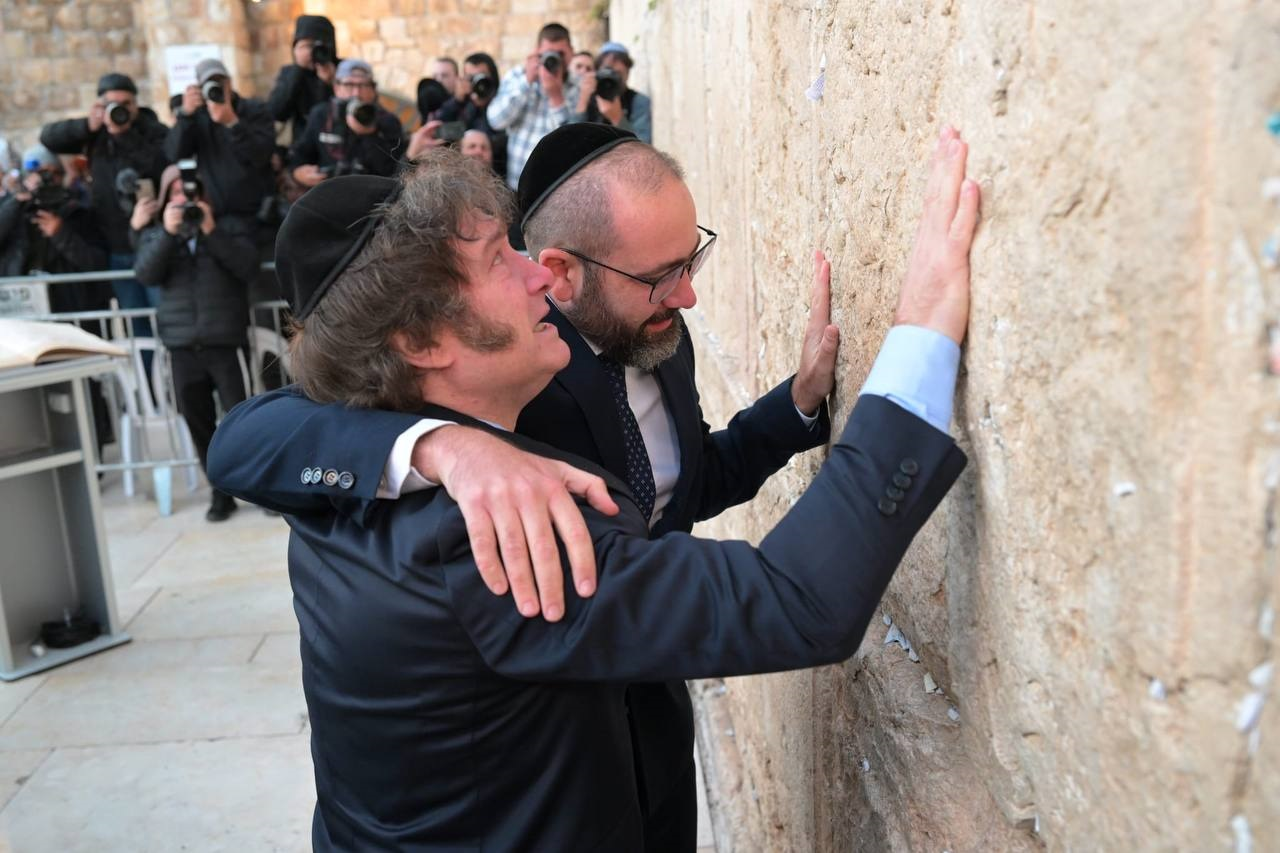
Javier Milei junto a su rabino Axel Wahnish, en el muro de los lamentos.

En 2021, Milei conoció a Wahnish, a quien considera una de las dos personas más importantes en su vida después de su propia hermana Karina Milei. Es su rabino de cabecera y quien le ayuda a estudiar la Torá desde un punto de vista del análisis económico.
Según refiere el economista Julio Goldestein, fue él quien los presentó, cuando Milei le contó que se encontraba en medio de una crisis debido a acusaciones que recibía en redes sociales, donde algunos usuarios lo tildaban de “nazi” y de parecerse a Adolf Hitler. Fue entonces que Goldestein le recomendó que conversara con el rabino Wahnish, quien en un encuentro cabalístico le señaló que encabezaría un movimiento liberador en la Argentina, motivando así a Milei a participar de las elecciones legislativas de 2021 en la cual resultó electo como diputado por la ciudad de Buenos Aires.
El 10 de diciembre de 2023, participó de la posesión presidencial de Javier Milei y en la ceremonia interreligiosa de catedral Metropolitana de Buenos Aires.

### Embajador de Argentina en Israel
El 13 de diciembre de 2023, Milei informo que designaría a Wahnish como embajador de Argentina en Israely le encomendó a este trasladar la embajada argentina de Tel Aviv e Jerusalén, motivo por el cual el senado argentino interpeló su designación alegando las consecuencias diplomáticas que ocasionaría instalar la embajada en un territorio en disputa como Jerusalén, para el reclamo argentino sobre la soberanía de las islas Malvinas. Sin embargo, el 18 de abril de 2024, se aprobó unanimidad  el pliego para designar a Wahnish como embajador de Argentina en Israel.El 14 de mayo del mismo año su designación fue publicada en el Boletín Oficial de la República Argentina.